# Every Teardrop Is a Waterfall
Every Teardrop Is a Waterfall – pierwszy singel z albumu Mylo Xyloto autorstwa brytyjskiego zespołu Coldplay. Ukazał się 24 czerwca 2011 r. Utwór zdobył dwie nominacje do nagrody Grammy: w kategoriach Best Rock Song i Best Rock Performance.
28 czerwca ukazał się teledysk do utworu. Został on wyreżyserowany przez Mata Whitecrossa, występują w nim członkowie zespołu Coldplay.

## Lista utworów
| Nr | Tytuł utworu                    | Długość |
| -- | ------------------------------- | ------- |
| 1. | „Every Teardrop Is a Waterfall” | 4:03    |
| 2. | „Major Minus”                   | 3:30    |
| 3. | „Moving to Mars”                | 4:18    |
|    |                                 | 11:51   |

## Pozycje na listach przebojów
| Państwo           | Lista                              | Najwyższa pozycja | Tygodni na liście |
| ----------------- | ---------------------------------- | ----------------- | ----------------- |
| Australia         | ARIA                               | 14                | 12                |
| Austria           | Ö3 Austria Top 40                  | 21                | 17                |
| Belgia            | Ultratop 50                        | 4                 | 17                |
| Belgia            | Ultratop 50 Singles (Walonia)      | 3                 | 18                |
| Dania             | Tracklisten                        | 8                 | 10                |
| Finlandia         | Suomen virallinen lista            | 16                | 2                 |
| Francja           | SNEP                               | 20                | 28                |
| Hiszpania         | Productores de Música de España    | 4                 | 19                |
| Holandia          | MegaCharts                         | 1                 | 16                |
| Irlandia          | Singles Top 100                    | 9                 | 15                |
| Kanada            | Billboard Canadian Hot 100         | 9                 | 18                |
| Niemcy            | Media Control Charts               | 24                | 19                |
| Norwegia          | VG-Lista                           | 8                 | 1                 |
| Nowa Zelandia     | Recorded Music NZ                  | 13                | 5                 |
| Polska            | Lista przebojów Programu Trzeciego | 8                 | 13                |
| Portugalia        | Singles Top 50                     | 3                 | 29                |
| Stany Zjednoczone | Billboard Hot 100                  | 14                | 11                |
| Stany Zjednoczone | Billboard Adult Pop Songs          | 10                | 10                |
| Stany Zjednoczone | Billboard Alternative Songs        | 4                 | 19                |
| Stany Zjednoczone | Billboard Digital Songs            | 7                 | 17                |
| Stany Zjednoczone | Billboard Pop Songs                | 25                | 10                |
| Stany Zjednoczone | Billboard Rock Digital Songs       | 2                 | 30                |
| Stany Zjednoczone | Billboard Hot Rock Songs           | 5                 | 20                |
| Szwajcaria        | Schweizer Hitparade                | 6                 | 19                |
| Szwecja           | Sverigetopplistan                  | 47                | 14                |
| Wielka Brytania   | UK Singles Chart                   | 6                 | 14                |
| Włochy            | FIMI                               | 3                 | 2                 |

## Certyfikaty i sprzedaż
| Kraj                             | Certyfikat      | Sprzedaż |
| -------------------------------- | --------------- | -------- |
| Australia (ARIA)                 | platynowa płyta | 70 000+  |
| Belgia (BEA)                     | złota płyta     | 15 000+  |
| Dania (IFPI Danmark) (streaming) | złota płyta     | 50 000+  |
| Szwajcaria (IFPI Schweiz)        | złota płyta     | 15 000+  |
| Wielka Brytania (BPI)            | platynowa płyta | 600 000+ |
| Włochy (FIMI)                    | platynowa płyta | 30 000+  |